# 小乌龟富兰克林
《小乌龟富兰克林》（Franklin the Turtle）是一部加拿大儿童读物专辑。这部专辑里的所有的书皆由宝莱特·布尔乔亚写成，并由Brenda Clark配图。
该图书系列被两次改编成电视剧系列：1997年动画片系列《富兰克林》以及2011年使用电脑绘图制成的最新版本：《富兰克林和他的朋友们》（Franklin and Friends）。